# Annelise Vaucher
Annelise Vaucher (* 9. Februar 1952) ist eine Schweizer Standesbeamtin und Politikerin (SVP/BDP). Sie war Berner Grossrätin und Präsidentin des Grossrats.

## Leben
Annelise Sulzmann wuchs in einer zweisprachigen Bauernfamilie auf. Sie war das zweite von vier Kindern. Im Jahr 1971 heiratete sie den Ingenieur  Jean Vaucher. Nach einer Verwaltungslehre arbeitete sie unter anderem als Büroangestellte und Sekretärin verschiedener Dienste der Stadt Biel. Nach dem Magisterabschluss als Kauffrau 1983 war Vaucher von 1988 bis 1994 in der Verwaltung des Museum Neuhaus tätig und zu gleicher Zeit als stellvertretende Standesbeamtin von Courtelary-Cormoret. Von 1994 bis 2006 war sie Standesbeamtin von Courtelary und La Neuveville sowie seit 2002 Mitglied der Prüfungskommission des Schweizerischen Standesbeamtenverbandes.
Vaucher war Gemeinderätin und von 1992 bis 2011 Gemeindepräsidentin von Cormoret. Im Jahr 2002 trat sie in die Schweizerische Volkspartei (SVP) ein. Vier Jahre später wurde sie Berner Grossrätin und von 2008 bis 2009 Präsidentin. Als Vizepräsidentin der SVP Bern schloss sich Vaucher der «Gruppe Bubenberg» an, die im Juni 2008 die Bürgerlich-Demokratische Partei Kanton Bern (BDP Bern) gründete. Wegen des Parteiwechsels wurde Vaucher 2010 nicht wiedergewählt. In den Jahren 2006 und 2007 hatte sie erfolglos für den Exekutiv- und den Nationalrat kandidiert.
Im Berner Jura und im Seeland hatte Vaucher zahlreiche Ämter und Ehrenämter inne. Unter anderem war sie Mitglied der Kantonalen Kommission für Kulturgüterschutz und 2000/2001 Präsidentin des Zonta Clubs.